# Кинг Джордж (окръг)
Окръг Кинг Джордж е окръг в щата Вирджиния. Според преброяването от 2020 г. населението на окръга е 26 723 души. Окръжен център е Кинг Джордж.

## История
Окръг Кинг Джордж е създаден през 1720 г. с отделянето на територия от окръг Ричмънд. Окръгът е кръстен на крал Джордж I от Великобритания. Той е значително реорганизиран през 1776 и 1777 г., като са разменени земи с окръзите Стафорд и Уестморланд, за да формират съвременните граници.

## География
Според Бюрото за преброяване на населението на САЩ окръгът има обща площ от 490 km2, от които 470 km2 земя и 21 km2 (4,3%) вода.
Окръг Кинг Джордж граничи с река Потомак на север, река Рапаханок на юг от река Рапаханок, окръг Уестморланд на изток и окръг Стафорд на запад.

## Известни личности
- Джеймс Мадисън, четвърти президент на Съединените щати
- Колет Улф, актриса, израснала в Кинг Джордж, Вирджиния[6]
- Нел Зинк, американска писателка, израства в окръг Кинг Джордж[7]
- Гладис Уест, чернокожа американска математичка, членка на Залата на славата на Военновъздушните сили на Съединените щати за приноса си при разработването на сателитна геодезия, която по-късно е използвана за създаването на глобалната система за позициониране (GPS)